# Хаммер, Джулиус
Джулиус Джейкоб Хаммер (англ. Julius Jacob Hammer, при рождении — Юлий Яковлевич Гаммер; 1874—1948) — американский фармацевт, бизнесмен и политик, отец Виктора и Арманда Хаммеров.

## Биография
Родился в семье Джейкоба и Виктории Хаммер. В годовалом возрасте привезён в США из Одессы, вырос в Бронксе. Он окончил Медицинскую школу Колумбийского университета и занимался медицинской практикой, а также оптовой торговлей лекарствами, владел пятью аптеками, в 1915 году зарегистрировал фармацевтическую компанию. Вместе с Даниелем Де Леоном участвовал в деятельности Социалистической рабочей партии Америки. В 1907 году участвовал в работе 7-го конгресса Социалистического интернационала в Штутгарте, где познакомился с В. И. Лениным и стал его сторонником. За это был исключён из Социалистической партии и в 1919 году вместе с Бенджамином Гитловым участвовал в основании Коммунистической партии США.
С 1920 до 1923 находился в заключении в тюрьме Синг-Синг за проведённый в его клинике нелегальный аборт жене бывшего дипломата царской России Марии Оганесовой, закончившийся смертью пациентки.
Стал первым из американцев, имевших дело с большевиками, стал поставлять жизненно необходимые медикаменты, и в итоге получил статус официального «торгового атташе» Совбюро.
С 1922 представлял интересы советского правительства в компании «Fordson». С 1923 до 1931 жил в Москве. Умер от сердечного приступа. Похоронен на Вествудском кладбище в семейном склепе.
Прапрадед голливудского актёра Арми Хаммера.